# Brug 1795

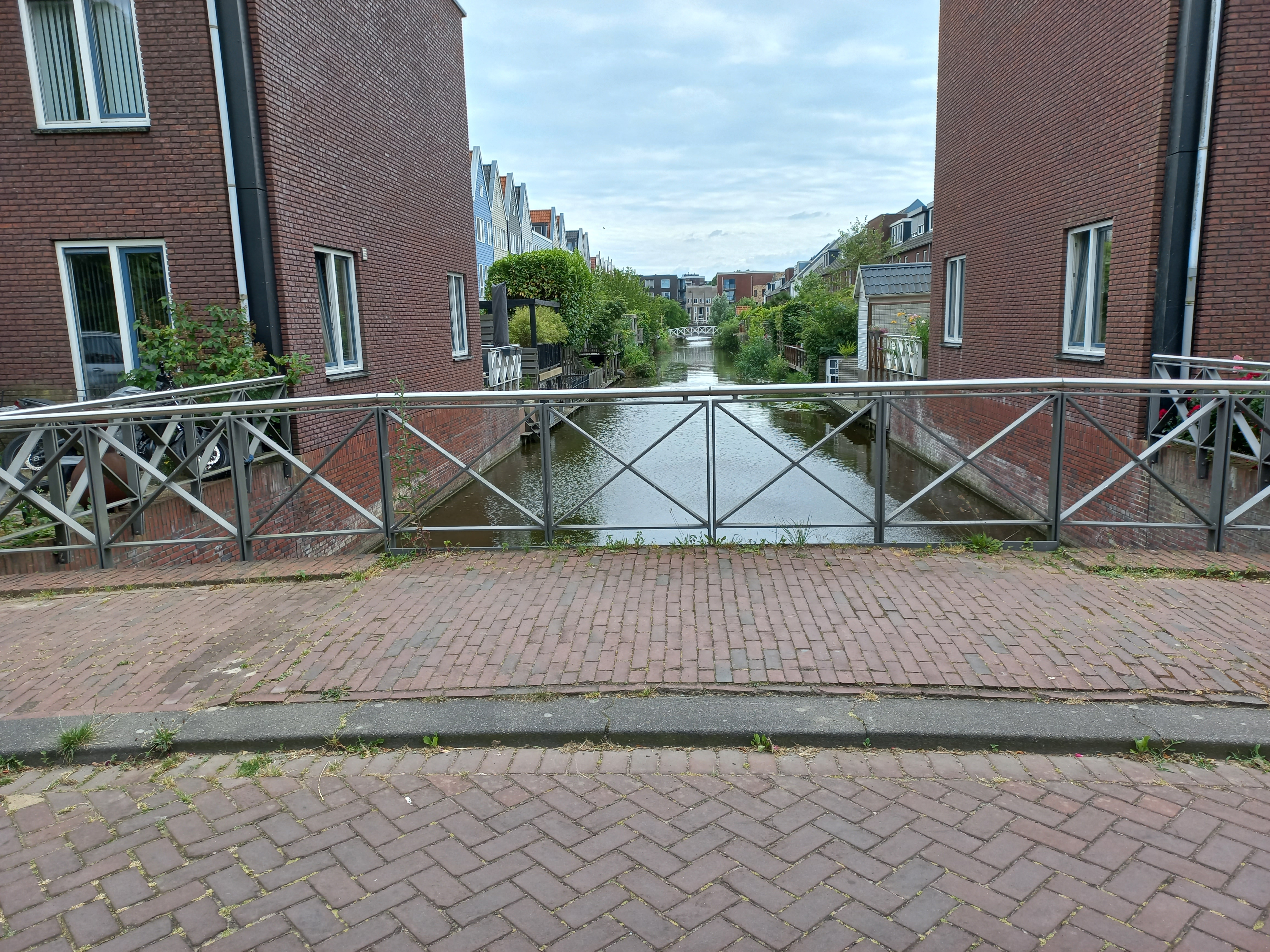
Uitkijk vanaf brug 1795 met vakwerk in brug en woningen (juni 2024)

Brug 1795 is een bouwkundig kunstwerk in Amsterdam-Noord.
De brug ligt in de G.j. Scheurleerweg. Deze lange weg lag sinds eind jaren zestig als eenzame infrastructuur in een nog landelijk deel van Amsterdam-Noord. Er waren wel al de Noorderbegraafplaats en Volkstuincomplex Buikslotermeer, maar voor het overige was het nog vooral landbouw- en veeteeltgebied. Belangrijkste reden om de weg als zijtak van de IJdoornlaan aan te leggen was de bouw (en ingebruikname) van Rioolwaterzuiveringsinrichting Noord, dat ook al tussen de weilanden lag.
Mede door de komst van de Rijksweg 10 (ringweg) konden gronden tussen de bestaande bebouwing en de zuidkant van die ringweg onttrokken worden aan agrarisch gebruik om vervolgens volgebouwd te worden. Een van de voorbeelden daarvan is de bebouwing van Jeugdland en Diopter aan de westkant van de G.J. Scheurleerweg. Al spoedig moest ook het volkstuincomplex aan de oostkant eraan geloven. Zij moest verhuizen om plaats te maken voor een nieuwe woonwijk. De naam van de wijk werd Elzenhagen-Noord.
Voor de inrichting van de wijk was een nieuwe indeling nodig voor de waterhuishouding; de Elzenhagensingel. Deze singel werd aangesloten op de ringsloot rond Jeugdland. Voor de aansluiting werd brug 1795 geschapen. Deze verkeersbrug werd gebouwd in de G.J. Scheurleerweg en overspant die verbindingssloot. Het werd een beklinkerde betonnen brug met leuningen en balustraden die doen denken aan vakwerk binnen een frame. Dit thema in de brug komt in de andere bruggen over genoemde singel met overlopen steeds terug, maar ook in afscheidingen van de woningen. Het (basis)ontwerp is afkomstig van Simon Sprietsma werkend voor de Dienst Ruimtelijke Ordening van Amsterdam, die studeerde aan de Technische Universiteit Delft en het Berlage Instituut. De brug werd na het ontwerp in 2006 al voor of in 2009 opgeleverd. De brug is ongeveer 7 meter breed en 3,5 meter lang.
<<< · 1701 · 1702 · 1703 · 1704 · 1705 · 1706 · 1707 · 1708 · 1709 ·  1710 · 1711 · 1714 · 1715 · 1716 · 1717 · 1718 · 1719 · 1720 · 1721 · 1722 · 1723 · 1725 · 1726 · 1727 · 1728 · 1729 · 1730 · 1731 · 1732 · 1733 · 1734 · 1735 · 1736 · 1737 · 1738 · 1739 · 1741 · 1742 · 1743 · 1745 · 1746 · 1747 · 1748 · 1749 · 1750 · 1751 · 1752 · 1753 · 1754 · 1755 · 1756 · 1757 · 1764 · 1765 · 1766 · 1767 · 1768 · 1769 · 1770 · 1771 · 1772 · 1773 · 1774 · 1775 · 1776 · 1777 · 1778 · 1779 ·  1780 · 1781 · 1782 · 1783 · 1784 · 1785 · 1786 · 1787 · 1788 · 1791 · 1792 · 1793 · 1794 · 1795 · 1796 · 1797 · 1798 · 1799 · >>>
Brugnummers brug 1712, 1713, 1724, 1740, 1744, 1758, 1759, 1760, 1761, 1762, 1763, 1789, 1790 zijn niet (meer) vergeven.